# 列支敦斯登的瑪麗·卡羅琳
列支敦斯登的瑪麗·卡羅琳（德語：Marie Caroline von und zu Liechtenstein，1996年10月17日—），列支敦斯登親王儲阿洛伊斯的獨女。
由於列支敦斯登親王僅限男性擔任，瑪麗·卡羅琳不在王位繼承順序裡。
她的名字是為了紀念她的阿姨巴伐利亞女公爵瑪麗·卡羅琳，現任符騰堡公爵菲利普夫人。

## 頭銜
- 1996年10月17日至今：列支敦斯登公主殿下、里特貝格女伯爵 （HSH Princess Marie Caroline of Liechtenstein，Countess of Rietberg）